# Vlastimil Sobota
Vlastimil Sobota (* 1. prosince 1953 Praha) je český malíř, grafik, výtvarník, ilustrátor, tvůrce exlibris.

## Profesní život
Vlastimil Svoboda se narodil 1. prosince 1953 v Praze. Po ukončení základní školy podal na přání svého otce, zaměstnance nakladatelství Orbis, přihlášku na Střední průmyslovou grafickou školu. Byl přijat a na doporučení třídního učitele, typografa Bohuslava Blažeje, se přihlásil i na nepovinný předmět kaligrafie. Toto studium pak zúročil při své práci ve výtvarných redakcích Zemědělských novin, časopisů nakladatelství Mladá fronta, v grafické práci a při tvorbě exlibris. V odborném studiu pokračoval v letech 1987–1989 u Jiřího Veškrny na Vyšší odborné škole a Střední umělecké škole Václava Hollara. Pracoval v tiskárně Okresního kulturního střediska, byl propagačním výtvarníkem. Zaměřil se na grafiku a grafický design. Jako grafik spolupracoval s realizátory domácích i zahraničních veletrhů. Jako tvůrce malé grafiky, exlibris a novoročenek využívá figurální i krajinné motivy. Ve své tvorbě používal litografii tištěnou ve spolupráci s tiskaři Janem Kejklířem a akademickým malířem Martinem Boudou. Obrazy maluje akrylem i olejem. Vystavuje na členských výstavách Spolku sběratelů a přátel exlibris a na výtvarných autorských i kolektivních výstavách. Jeho díla jsou ve sbírkách Frederikshavn Kunstmuseum & Exlibrissamling Dánsko, Muzea karetních her v Issly-les-Mouleneaux ve Francii, Muzea Malbork v Polsku, Exlibris Wereld v Nizozemsku, Trakaiskeho historického muzea v Litvě, Muzea exlibris v Sint-Niklaas v Belgii, v Památníku národního písemnictví v Praze, ve sbírkách kulturního domu v Guadelupe (Mexiko), v Galerie města Bratislavy a v soukromých sbírkách. Střídavě žije v Praze–Kunraticích a Jarošově nad Nežárkou.

### Ocenění[4]
- 1992, 2004, 2005, 2007, 2008 – Ocenění na mezinárodní soutěži kresleného humoru a satiry ve slovenském Brezne
- 1997 – 3. cena: Soutěž o nejkrásnější exlibris na téma Prostějov
- 2001 – Cena za reklamní předmět nového milénia, Praha
- 2003 – 1. místo za logo k 85. výročí Spolku sběratelů a přátel ex libris.

## Dílo

### Knihy – ilustrace
- DOSEDĚL, Svatopluk. Dotek křídel motýlích. Ilustrace Vlastimil SOBOTA. Vydání první. Jindřichův Hradec: Epika, 2016. 160 stran. ISBN 978-80-88113-27-0
- LANGHAMMER, Jan, SVOBODA, Vlastimil, HOURA, Miroslav: Petr Dillinger. 17. 9. 1899 - 24. 4. 1954. Praha: Spolek sběratelů a přátel exlibris jako list slovníku tvůrců exlibris. 2004.
- GREGOR, Hynek. Tábornická kuchařka. Ilustrace Vlastimil SOBOTA. Vyd. 1. Praha: Parta, 1991. 62 s.

### Výstavy
Autorské
- 1989 – Praha, Galerie Luka, Vlastimil Svoboda: Možná se mýlím
- 2002 – České Budějovice, Galerie Zlatý kříž, Vlastimil Sobota: Rádo se stalo
- 2004 – Praha, Galerie 98, Grafika
- 2005 – Hradec Králové, Galerie na mostě, Vlastimil Sobota: Kresba, grafika, exlibris

Kolektivní (výběr)
- 1992 – Chrudim: Přehlídka českého exlibris z let 1989 - 1992
- 1996 – Paříž: 10th SAGA (Salon for Engravings and Art Editions), Espace Eiffel Branly, Paříž (Paris)
- 1996, 1999, 2005, 2008, 2011, 2014 – Chrudim: Trienále xlibris ( různé ročníky)
- 1997 – Prostějov, Duha, kulturní klub U Hradeb: Exlibris města Prostějova
- 2016 a 2017 – Týn nad Vltavou, Městská galerie: Vltavotýnské symposium drobné grafiky
- 2021 Týn nad Vltavou, Městská galerie: EXPO Týn 2021: Sezona smíchu